# 小行星7017
小行星7017（7017 Uradowan）是一颗围绕太阳公转的小行星。1992年2月1日，關勉在藝西天文台发现了此天体。
該小行星以日本高知縣高知市的浦戶灣命名。
这颗小行星的绝对星等为28.61536等。